# Прапор Бурятії
Пра́пор Респу́бліки Буря́тія — Державний символ Республіки Бурятія. Прийнятий Парламентом Республіки 29 жовтня 1992 року. У Державному геральдичному регістрі Російської Федерації значиться за № 445.

## Опис
Прапор Республіки Бурятія являє собою прямокутне полотнище, що складається із трьох горизонтально розташованих кольорових смуг: верхньої синього кольору, що становить дві чверті ширини, середньої білого кольору, що становить одну чверть ширини й нижньої жовтого кольору, що становить одну чверть ширини прапора. У лівому верхньому куті синьої частини полотнища прапора на відстані однієї чверті довжини прапора від ратища зображений жовтим кольором традиційний символ Бурятії — сойомбо, що являє собою зображення місяця, сонця й вогнища в такій послідовності: унизу серп місяця, над ним коло сонця, а над ними зображення вогнища з трьомя язиками полум'я. Відношення ширини прапора до його довжини 2:3.
Синій — національний колір у бурят, персоніфікує історичне коріння й культурні зв'язки народів Бурятії, а також непорушність і вірність. Білий — символ високих моральних початків, щастя, спокою, добробуту, миру, єдності й цілісності. Сполучення синього й білого говорить про те, що Бурятія — частина Російської Федерації. Жовтий (золотий) підкреслює духовний початок (віруючі буряти в Забайкаллі сповідують ламаїзм — різновид північного буддизму, символ кольору якого — жовтий, золотий), жовтий говорить і про милосердя, гармонію людини й природи, духовному вдосконаленню.
Бурятське сойомбо складається із трьох елементів: місяця, сонця й вогню знизу нагору. Вогонь означає тепло, життя, світло, відродження, добробут, також вогнище — символ чистоти й хоронитель будинку. Перший язичок полум'я персоніфікує минуле, середній — сучасне, третій — майбутні покоління. Разом язики полум'я говорять про безперервність і наступність історії. Із сонцем зв'язані подання про джерело життя, життєвої сили, світла, багатства, достатку. Місяць у монгольських і тюркських народів шанувалася як головне світило, ці народи вбачали в ньому таїнство, тому що місяць був хазяїном уночі.

## Історичні прапори

Бурятська АРСР (1958 — 30 травня 1978)
Бурятська АРСР (30 травня 1978 — 1990)